# 金融政策
金融政策（きんゆうせいさく、英: monetary policy）は、中央銀行が行う金融面からの経済政策のこと。財政政策とならぶ経済政策の柱である。
金融政策は経済を持続的に拡大させることが最終的な目的である。また、操作の目標として金利かマネーストック（マネーサプライ）、その結果としての為替レートなどが上げられる。

## 概要
先進国では、景気循環調整は財政政策ではなく、金融政策で行うのが基本とされている。金融政策の目的とは、信用経済の維持とマクロ経済の安定である。マクロ経済の安定は、物価の安定と雇用の維持の二つにわけられる。具体的には、一般物価を適当な上昇率に調節しインフレーション・デフレーションを解消することと、非自発的失業をゼロに近づけることである。金融政策は財政政策とともに、消費・投資などの総需要をコントロールする上で重要な役割を担っている。
金融政策とは、国内信用を中央銀行の裁量によって拡大ないし縮小させることであり、国内信用の拡大とは金融緩和であり、縮小とは金融引き締めにほかならない。

## 政策金利の上下による金融緩和・金融引き締め
金利の引下げは国内信用および通貨供給の拡大を、金利の引上げはその縮小を意味する。金融緩和（利下げ）によって、金融緩和 → 利子率低下 → 投資・消費の拡大 → GDPの増大
といったメカニズムが働く。デフレ対策としての金融政策の有効性は、予想実質金利をどれだけ下げるか（ケインズ効果）と実質金利低下による投資・消費をどれだけ増加させるか（資産効果）という二点に大きく依存している。不況時には金融政策の効果の低下を防ぐためには、中央銀行は早期かつ十分に金利を引き下げて、景気を悪化させないようにする必要がある。
貨幣発行は、民間投資を増加させ、インフレーションを発生させるが、潤沢な貨幣発行により名目金利が上昇せず、実質金利を低下させる。

## 具体的手法
金融政策の手段として、1）公定歩合操作、2）預金準備率操作、3）公開市場操作の3つがある。

### 基準割引率および基準貸付利率の変更（公定歩合操作）
中央銀行が民間銀行に資金を貸すときの利子（金利）である公定歩合（基準割引率および基準貸付利率）を変化させ、民間銀行が中央銀行から資金の貸し借りを調整する。金利政策は基本的な金融政策である。日本では従来、公定歩合が操作目標であったが、2014年（平成26年）時点では銀行間取引市場（インターバンク市場）への介入による短期金利（無担保コール翌日物金利）の操作が主軸となっている（米国では、フェデラル・ファンド金利）。これにより、銀行の調達コストを調節し、貸出金利に影響を与え、経済情勢を調節する。インターバンク市場が活発なときに影響力を発揮する。
利子率の上昇（低下）は、産出量（GDP）の減少（増加）をもたらす。
利子率上昇 → 投資減少 → 産出量（GDP）減少 → 消費・投資減少 → 産出量（GDP）減少 → 
利子率低下 → 投資増加 → 産出量（GDP）増加 → 消費・投資増加 → 産出量（GDP）増加 →

### 預金準備率操作
預金準備規制は預金者保護の観点から導入されたものであるが、2016年現在では預金者保護としての機能は持っていない。

### 公開市場操作
中央銀行が公開の金融市場で、流通している国債そのほかの債権を売買する。中央銀行はまた民間商業手形の売買によっても国内信用を操作できる。

## ブラックアウト・ルール
金融政策発表前に情報が漏れ、市場が動いてしまうことを防ぐため、金融政策決定会合の前後の時期に、会合のメンバーに対して、金融政策に関する発言を禁じるブラックアウト・ルール（単にブラックアウトとも）が設けられている（連邦準備制度（FRB）・日本銀行、他）。この発言禁止の期間をブラックアウト期間と呼ぶ。
- ブラックアウト期間が最も長いのは米国だが[14]、2017年2月にはさらに延長されることが決定した。ブラックアウト期間は、各会合の前々週の土曜日（従来は前週の火曜日）から開始され、例えば連邦公開市場委員会（FOMC）が火曜・水曜の2日間行われる場合、会合翌日の木曜いっぱいまで計13日間続く[15]。
- 日本銀行においては、政策委員会議事規則等に、「金融政策に関する対外発言についての申し合わせ」としてブラックアウト・ルールについて明記されている[16] [17]。

## 分類
金利をゼロにまで引き下げると、それ以上引き下げ余地がなくなるため「非伝統的金融政策」が必要となる。伝統的金融政策は、非伝統的金融政策と区別されているが、民間から資産を購入・売却することによってマネーの供給を調整するということでは変わりはない。

### 伝統的金融政策
- 短期名目金利の引き下げ（金利0%以上）[19]
- 長期名目金利の引き下げに関するアナウスメント（時間軸効果）[19]
- 自国通貨の減価[19]

### 非伝統的金融政策
- インフレターゲット、物価水準目標の導入[19]
- マイナス金利の導入（金融資産・貨幣に対する保有税の導入）[19]
- 公開市場操作のオペレーション対象資産の拡大（外債・社債・株式・ETF・REITなど）[19]

## 目標
中央銀行による金融政策を一言で言えば、市場にどれだけ通貨を流通させるかを実行するかにつきる。通貨供給（マネーストック）と物価の変動は密接に関係している。
金融政策の操作目標は大別して、金利とマネーストックに分けられる。この二つを同時に目標にすることは通常不可能である。通常の循環的政策においては、金利水準が目標となる。しかし、過熱あるいは過冷気味の景気に対して、まれにマネーストックが目標とされる。
有名な政策に、1970年代後半にポール・ボルカー元FRB議長が採用した新金融調節方式がある。これは、それまで金利水準を目標にして行ってきたインフレーション対策が限界に達したため行われたもので、マネーストックを目標としている（増加の抑制が目的）。この結果、金利は上へ放たれ急上昇。1980年代初頭にまでいたる、高金利の時代を生み出した。この政策により、実質金利を高めることが出来、インフレーションは沈静化した。このように金利を目標としなくなることで金利の変動は激しくなる。
マネタリーベースの供給量が十分か不十分かは、単純な伸び率の比較では解らないため、十分か不十分かは、その経済で適正であると思われる名目経済成長率をベースに算定するのが望ましいとされている（例：マッカラム・ルール）」。

### 雇用
経済学者の池尾和人は「経済学的には、物価の安定を通じて雇用の最大化を図るか、物価の安定を犠牲にして一時的に雇用の最大化を図るかしかできない。二重目的を課すのは良くない」と述べている。
経済学者の原田泰は「金融政策に意味があるのは物価を上げるからではなく、生産・雇用を拡大させるからである」と指摘している。野口旭、田中秀臣は「ケインズ後の時代を生きる人々にとって、雇用・物価の変動は受け入れなければならない『運命』ではない。政府・中央銀行がマクロ経済政策によって総需要を適切に管理すれば、適正な失業率・物価上昇を維持することは可能だからである」と指摘している。

### 中立金利
中立金利とは、景気や物価に対して、緩和的でも引き締め的でもない実質金利を意味する「自然利子率」に期待インフレ率を加えたものである。仮に中央銀行が政策金利を引き上げたとしても、その水準が中立金利を下回っている限り緩和的と言うことができる。「自然利子率」は、19世紀にスウェーデンの経済学者であるクヌート・ヴィクセルが考案した。自然利子率は、一人当たり実質GDP成長率や潜在成長率と深く関わる、との見方がされることが多い。自然利子率は直接観測することができず、貯蓄投資バランスや、潜在成長率を左右する生産性や労働需給など、多様な要素によって変化しうるため、正確な推定には困難が伴う。
FRBのウォラー理事は「Rスター（中立金利）については、推定値を算出する信頼ある、明快な方法がない理論的概念である点は重要だ」と述べている。
2025年3月現在、日本の中立金利は1-2.5%程度と推計されているが、日銀の内田真一副総裁は「幅が広すぎて実際の政策運営に使えない」と指摘している。

### 資産価格への影響
金融政策の目的は物価の安定を通じて安定した経済成長をもたらすことであるため、通常の金融政策において株価は直接の対象とはされないが、株価の変動が直接的・間接的に影響を及ぼす場合、結果的に株価の動向が金融政策の行方を左右することもある（例:ブラックマンデー）。
ベン・バーナンキ元FRB議長は、中央銀行は、株価・住宅価格の変動などが、生産高・インフレに深刻な影響を与えるという明確かつ説得力のある証拠がない限り、その変動は無視すべきであると主張している。バーナンキは、1930年代の世界恐慌のような大きな経済ショックに直面した場合を除き、金融政策の決定に際して資産価格が決定要因となることはないとしている。
物価だけを目標にすることを危惧する意見もある。
- 翁邦雄は「物価だけで経済を見るのは良くない。長い目で見た安定が望ましく、あまり細かい動きに反応すると、経済の不安定要因になる」と指摘している[35]。
- 経済学者の伊藤修は「物価は安定しているのにバブルが膨らんだ結果、巨大な災厄になった事例がある。中央銀行は物価だけではなく、資産価格の暴騰なども注視し、総合的・予防的に政策を運営しなければならないのではないか」と指摘している[36]。
- 経済学者の北村行伸は「マクロ経済政策として必要なのは、独立した拡張的な金融政策ではなく、実体経済を促進するための資金の確保と、実体経済活動の中での資金の適切な配分を行う金融仲介にある。それがうまく機能しないと、特定の資産へ資金が集中し資産バブルが生じる」と指摘している[37]。
- 経済学者の伊藤元重は「株式・不動産でのバブル経済、結果として起きるバブル崩壊の防止は、金融政策・金融市場の運営にとって重要な課題である」と指摘している[38]。

池田信夫は「バブルは資本主義の宿命であり、中央銀行の力だけで防ぐことはできない。重要なのは急激なバブルの崩壊を防ぐことである」と指摘している。
経済学者の岩田規久男は「一国の名目金利は、その国のマクロ経済の安定化をもたらすため、金融政策によって誘導されるべきである。世界金融危機の原因は、不適切なレバレッジ比率による金融システム政策にある」と指摘している。岩田は「金融システムの安定には、包括的規制・監視政策（マクロプルーデンシャル政策）を割り当てるべきである」と指摘している。
経済学者のジョセフ・E・スティグリッツは「金融政策とは単なるインフレ対策だけではない。インフレに過大な関心を注ぐあまり、一部の国の中央銀行は、金融市場で起きている状況に無頓着になってしまった。資産バブルが無制約にふくらんでいくのを中央銀行が放置することにより経済が負担するコストに比べれば、緩やかなインフレによるコストなど微々たるものにすぎない」と指摘している。

### 為替レートへの影響
金融政策は、国民全体に幅広く恩恵が施されるため、裁量権の点で政治家・官僚の得にならない。経済学者の田中秀臣は「唯一得になるのは『為替介入』のみであるが、仕組みから言って為替介入は短期的な効果しかない。金融政策が変わらない限り為替レートは変わらない。為替介入は民間の金融機関が政府の代理として実務を行うため、利益を得るところはある」と指摘している。
原田泰、大和総研は「金融政策に副作用があるとすれば、物価の上昇と為替レートの減価である」と指摘している。
各国が景気対策として追加的な金融政策を実施すれば、結果として為替レートの切り下げ競争の状態となる。グローバルな金融危機の状態においては、為替安目的の金融政策は国際協調の視点から各国の理解を求めるのは難しい。金融政策は国内のデフレ対策としての施策であると主張する一方で、為替安を目的とした施策ではないという国際的なコンセンサスを得る必要がある。

## 制度上の制約
金融政策は、物価変動の抑制や景気改善のために独立した政策を打つことが求められるが、経済構造上で制約を受ける場合がある。
金融政策の変更が実体経済に影響を与えるまで時間的な遅れが生じると考えられており、その遅れは半年程度であるとされている。金融政策は、政治的・資源配分上の歪み、財政赤字を生み出さない一方で、民間投資調整の「大きさ」が、事前の予想通りのものとは限らないということに点に注意する必要がある。金融政策には、タイミング・規模という点での難しさがある。金融政策は、そのスタンスに変更が無い限り、持続的に効果があるとされている。ただし、金融政策の効果は大きく持続的であるというのは、財政政策に比べてのものであり、永久に効果があるというわけではない。
佐藤健裕日銀審議委員は「マネタリーベースで株などの資産価格は動かせても、物価への波及には相応のタイムラグがある」と指摘している。佐藤健裕は「物価は経済の体温であり、中央銀行が直接に操作可能な変数ではない」と述べている。
マリネア・S・エクルズ元FRB議長は「金融政策を経済安定化の唯一の要因とすると失望することになる。金融行動のみで完全な経済の安定化は可能ではない。もちろんインフレの昂進を止めるのに金融引き締めは可能であるが、金融行動によって不況を止めることは非常に困難である」と主張していた。
原田泰、大和総研は「金融政策は財政赤字を拡大させることなく、経済ショックを和らげる。ただし、財政・金融政策は原油価格の高騰などの供給ショックには対応できない」と指摘している。
アメリカでは、金融政策は物価など名目変数を変化させても生産・雇用など実質変数は変化させられないとする新古典派と、金融政策は名目変数だけではなく短中期的に実質変数を変化させられるとするニュー・ケインジアン学派がいる。

### 独立性
中央銀行は貨幣を発行する権限を持つため、常に政府との距離が重要となってきた。もし中央銀行に十分な独立性がないならば、政府の言うがままに貨幣を発行する可能性がある。政府は、支出をより増やしたい欲求と、増税への抵抗を忌避する性質があるため貨幣発行を財源（通貨発行益（シニョリッジ））としたい動機がある。無尽蔵の貨幣発行は結果、民間投資・消費の増大に歯止めがかからなくなり、総供給が総需要を満たせなくなるためハイパーインフレーションが発生する。ハイパーインフレーションは貨幣への信用喪失であり、著しい経済的損失が発生する。このため中央銀行は政府から独立していなくてはならない。
経済学者の岩田規久男は「歴史的に見れば、目標なしに金融政策を中央銀行の完全な裁量に任せることは失敗の元である」と指摘している。経済学者の野口旭は「中央銀行の金融政策は、事実上総裁の景気判断によって行われる。金融引き締めや金融緩和を行うタイミングを間違えると、経済は思わぬ方向へ暴走する」と指摘している。

### 固定相場制
資本移動が自由の場合、固定相場制において、中央銀行は相場維持のための無限介入が必要である。このことが、独立した政策を行う上で大きな制約となる（国際金融のトリレンマ）。例えば、小国の中央銀行が、買いオペで金利を引き下げてマネーストックを増やし、景気を良くしたいと考えたとする。しかし、為替相場を固定している大国の金利より下げた場合、自国で増やしたマネーは利ざやを求める裁定取引により流出することになる。この流出は、中央銀行が買いオペで放出した通貨が、自国通貨売りの取引殺到により中央銀行にすべて戻るまで続く。結果、金利は前と同じになり、景気浮揚効果を持たない。このため、固定相場制において小国は金利を操作することが事実上不可能になる。また、大国であったとしても、その他の大国との取引において上記の制約がまったく無いわけではない。
欧州連合の経済通貨統合（事実上、複数国による固定相場制導入と同義）を行った結果、金融政策担当が各国の中央銀行ではなく欧州中央銀行（ECB）になったのは、このような背景があるからである。

## 利子率弾力性
一般的に、金融政策は利子率へ影響を及ぼし、金利が民間投資（設備投資）に影響を与えることで実体経済へ影響を及ぼす（民間投資には広義では家計の住宅投資も含まれる）。しかし、これには前提がある。それは民間投資が利子率に反応するということである。これが利子率弾力性であり、利子率の変動に対して民間投資がよく反応するほど弾力性が高いといえる。この弾力性が著しく低い場合は、金融政策と実体経済のリンクがなくなっている状態であり、金融政策の効力は低下する。利子率弾力性が高い状態とは、「融資さえ受けられれば投資したい」と考える企業家が十分な量、存在する状態であり、投資案件に事欠かないような状態である。投資案件がない状態では、いくら名目金利が低下しても投資など発生しないため金融政策は無力化するとされている。
反論もある。原田泰は「金融政策が実体経済に影響を与える経路は銀行貸出しだけではなく、為替レートの低下、資産価格の上昇、インフレ予想による実質金利の低下などの経路がある。また景気回復の初期段階では、企業は溜め込んだキャッシュフローがあるため、銀行貸出に頼らず設備投資を拡大させることができる」と指摘している。エコノミストの櫨浩一は「量的緩和によって経済活動が活発化する経路は、金利低下による企業の設備投資・家計の住宅投資の活発化だけではない。金融緩和を行うと資産価格が上昇するという経路も大きな影響を与えている。家計消費は、毎年の所得によって影響される部分が大きいが、株・預貯金などの金融資産や不動産などの実物資産も含めて、保有資産額が増加すると消費支出が増えるという資産効果がある」と指摘している。

## 流動性の罠
投機的貨幣需要が無限大となり流動性の罠が発生している状況では、金融政策は無力化する。金利がゼロに近づくと、利子率2%を境にして消費も投資も増えなくなり、金融政策が完全に有効性を失う。ジョン・メイナード・ケインズはこれを流動性の罠（liquidity trap）と呼ぶ。ケインズは、自由市場では当時のあらゆる金融政策が有効性を失う状態であるため許されないと断言した。
反論もある。原田泰は「ゼロ金利であっても、マネタリーベースを拡大させることで金融政策は実体経済を刺激することができる。量的金融緩和政策は効果があったという分析もある」と指摘している。原田泰、大和総研は「名目金利が低い場合でも、量的金融緩和政策を行えば、金融はどれだけでも緩和することができる」と指摘している。
経済学者の高橋洋一は「名目金利がゼロ近辺になると名目金利の引き下げ余地はなくなるが、実質金利は予想インフレ率が高まればマイナスにできる。実質金利の引き下げ余地がなくなるということはない」と指摘している。高橋は「マネタリーベースの拡大で予想インフレ率が高まると、実質金利が下がり、一定のラグを伴って実物経済に波及し、後のマクロの名目GDP成長率、失業率、賃金上昇率、インフレ率が決まってくる。その過程で、為替も副産物として決まってくる」と指摘している。また高橋は「デフレから脱却するために一時的に実質金利がマイナスとなるが、長期的にマイナスのままとはならない」と指摘している。
経済学者の翁邦雄は「金融政策ができることの一つに､期待に働きかけるというのがある」と指摘している｡岩田規久男は「金融政策は人々の予想・期待に働きかけることで有効性が発揮する政策である」と指摘している。
ポール・クルーグマン（Paul Krugman）は日本経済について、流動性の罠に落ちたにもかかわらず、市場の予想を上回る大規模な金融緩和を行うことでインフレ期待を作らないから、救いようがないと日本経済の病根を指摘した。

## 物価と失業率のトレードオフ
物価と雇用のトレードオフとは、適切な雇用水準を維持しようとすると、ある程度のインフレを許容せざるを得ず、逆に物価の安定を維持しようとすると、適切な雇用水準をあきらめなければならない関係を意味する。
それは一時的な短期のトレードオフであり、予想外のインフレ率の上昇によりもたらされる。短期トレードオフによる失業率の回復が充分かごくわずかか、その水準にかかわらず、インフレ率は以前より高くなるが、長期的に失業率は自然失業率へと落ち着く。つまり、非自発的失業がある状態では失業率とトレードオフの関係は成り立つが、非自発的失業がない状態では失業率とトレードオフの関係はが成り立たない。
経済学者のスティーヴン・ランズバーグは、ロバート・ルーカスの理論を挙げ「マネーサプライのランダムな変動はインフレ率と雇用率の双方をともに上昇させる。そして、ランダムな変動ではなく、政府の政策の一環として生じた場合、インフレ率は上昇するが雇用は変動しない」と指摘している。
野口旭、田中秀臣は「高コストの問題は名目賃金ではなく『実質賃金』の上昇であり、実質賃金が上昇すれば、企業は雇用を縮小させるしかない。つまり、完全雇用をマクロ経済学的に実現させるためには、実質賃金を低下させるしかない。そのためには、名目賃金を低下させるか、物価水準を上昇させるかのどちらかが必要となる」と指摘している。

## 賃金との関係
リーマン・ショック後の不況と高失業率に対して米国FRBは大規模な量的緩和で対処してきたが、緩やかな回復傾向にある経済にあってもパートタイム労働者の割合の増加や労働参加率の低下やターンオーバーの増加などが見られる。これらが周期的要因で起きているなら金融政策で対処できるが、いくらかの要因には対処できないとする見解をジャネット・イエレンをはじめ連邦公開市場委員会（FOMC）は出している。またグローバル化（あるいは企業が企業収益のみを追求すること）によって労働者の実質賃金が低下するケースをFOMCが金融政策ではコントロールできないと考えており、これによって賃金上昇の阻害がおこり労働指標が現実の労働市場を反映しない可能性がある。これによってFOMCのメンバーが、利上げなど金融政策の出口政策を考える上での不確定要素となってしまっている。
雇用・賃金は遅行指標なので時間はかかるとされている。経済学者の清水啓典は「貨幣の量が生産・雇用・物価に与える影響の大きさや時間のずれの長さは、国民の持つ情報とそれに基づき形成される期待次第である」と指摘している。
原田泰は「金融緩和の目的は雇用を増やすことであって賃金を上げることではない。もちろん、金融緩和で雇用が増えて、失業率が下がっていけば、いずれ賃金は上がる。しかし、雇用が伸びる前に賃金を上げては、かえって雇用の伸びを妨げることになりかねない」と指摘している。
高橋洋一は「金融緩和によるデフレ脱却の過程で、名目賃金の上昇率が一時インフレ率に及ばず、実質賃金が低下する局面もある。実質賃金が上がらないことで、雇用が増加している限り問題はない。一時的に実質賃金が低下して、雇用数が増加することは、デフレ脱却の局面では健全な姿である。デフレを脱却したら、実質賃金の上昇率はプラスになる」と指摘している。
注意点として、経済学者の松尾匡は「金融緩和なしの賃上げは、実質貨幣供給を減らすため金融引き締めと同じ効果をもたらすため、景気押し下げの圧力となる」と指摘している。 

## 出口
経済学者の翁邦雄は「大規模な金融緩和の問題点は、緩和を拡大している期間には表面化してこないことにある。金融政策の転換が必要になった時、出口でどうなったかで評価する必要がある」と指摘している。

## 金融危機と恐慌
1960年代にミルトン・フリードマンは、財政政策ではなく金融政策の重要性を指摘しており、金融政策の失敗が世界恐慌の原因であるという学説を唱えた。
経済学者のアンナ・シュウォーツは「金融当局が政策的に間違わなければ、本来、金融危機は短期的な現象である。公衆の追加的な通貨への需要が緩和されれば、危機は自然に終息する」と指摘している。明治大学国際総合研究所フェローの岡部直明は「金融危機回避に大きな役割を担うのは、金融政策である」と指摘している。

## 金融政策の推移
1960-1970年代前半の主要先進国は、雇用の維持のために金融を緩和気味に運営した。その結果、貨幣供給量（マネタリーベース）の増加率が上昇し、インフレとなった。1973年の第一次オイルショックの契機に、大インフレとなり、主要先進国は物価の安定を優先するようになった。
1970-1980年代中期まで、ドイツや日本は貨幣供給量を安定的に維持する金融政策によって、比較的良好な成果を収めた。

### 日本
1973-1974年の第一次オイルショック後、日銀は金融政策を転換し、貨幣供給の増加率を引き下げ始め、インフレ率も低下した。1973年12月には公定歩合は9%であったが、1975年から段階的に引き下げ、1978年3月には3.5%となった。
1986-1987年にかけての円高不況の影響で、日銀は公定歩合を5度にわたって引き下げるなど低金利政策を実施した。
1989年からバブル景気の影響で日銀は、5回に渡って金利（公定歩合）を2.5%から6%に引き上げた。
1991年7月にバブル崩壊の影響で公定歩合は6%から5%に引き下げられ以降、2002年時点で0.1%となった。
1990年代後半から2000年代前半の日本では、景気が悪化し慢性的な需給ギャップからデフレーションが続いた。日銀は金融緩和を行い1999年3月には短期金利はほぼ0%にまでに抑え込むに至った（ゼロ金利政策）が、これによってもデフレが止まらなかった。
2001年3月、無担保コール翌日物レートから日銀当座預金残高へ、操作目標が変更された。日銀当座預金残高を目標とすることは、マネーストックの代表的な指標であるマネーサプライなどの量や伸びを直接目標としたものではないが、日銀当座預金はマネタリーベースの一部であり、信用創造によってマネーストックとの間には関係があるため、マネーストックを目標としたものと言える。この政策は、特殊な場合を除けば金利はマイナスにならないという制約があるため、金利を目標とした金融緩和が限界に達したため採用された。
2001年から2006年にかけての5年間、日本銀行の当座預金残高を目標にした量的金融緩和政策が行われた。
2006年3月の、いざなみ景気時に、量的緩和政策は解除され、金利目標へシフトしたが短期金利を低めに抑える政策は継続された。
2008年10月8日、リーマン・ショック後、アメリカの連邦準備制度（FRB）と欧州中央銀行（ECB）など米欧の6中銀は、協調利下げに踏み切ったと発表したが、日銀は利下げせず、金融調節面での改善の検討を明らかにした。
2010年10月5日、日本銀行は「包括的な金融緩和政策」を実施し、無担保コール翌日物金利の誘導目標を0.00～0.10%程度に設定した。
2013年4月4日の、アベノミクス時、日本銀行は「量的・質的金融緩和」を導入し、金融市場調節の操作目標を無担保コール翌日物金利からマネタリーベースに変更した。
2016年1月29日、日本銀行は「マイナス金利付き量的・質的金融緩和」を導入し、日本銀行当座預金の金利が-0.1%のマイナス金利となった。マイナス金利政策を開始した。
2016年7月の金融政策決定会合で、日銀は“質・量・マイナス金利”の3次元での追加緩和を期待した市場を裏切り、上場投信（ETF）の買い入れ倍増を軸とする追加措置を決定した。また、日銀は9月の会合で経済や物価情勢、これまでの金融政策の効果を総括的に検証すると表明した。
2016年9月21日、日本銀行は「長短金利操作付き量的・質的金融緩和」を導入し、イールドカーブ・コントロール（YCC）を導入し、10年物日本国債の誘導目標を-0.10%～0.10%程度とした。
2018年7月31日、日本銀行は「強力な金融緩和継続のための枠組み強化」を発表し、10年物日本国債の誘導目標を-0.20%～0.20%程度とし、長期国債の買い入れ額は保有残高の増加額年間約80兆円をめどとすることとした。
2020年4月27日、日本銀行は「金融緩和の強化について」を発表し、新型コロナウイルス対応のため、当面、長期国債、短期国債ともに、さらに積極的な買入れを行うこととした。
2021年3月19日、日本銀行は「より効果的で持続的な金融緩和について」を発表し、10年物日本国債の誘導目標を-0.25%～0.25%程度とした。
2022年12月の金融政策決定会合で、日銀は大規模緩和を修正する方針を決定した。10年物日本国債（長期金利）の変動許容幅を、0.5%まで拡大し、事実上の利上げに踏み切った。なお政府側の出席者からの要請により、会合が一時中断していたことが明らかになっている。